# Le Gué-de-Velluire
Le Gué-de-Velluire – miejscowość i gmina we Francji, w regionie Kraj Loary, w departamencie Wandea.
Według danych na rok 1990 gminę zamieszkiwało 435 osób, a gęstość zaludnienia wynosiła 34 osób/km² (wśród 1504 gmin Kraju Loary Le Gué-de-Velluire plasuje się na 880. miejscu pod względem liczby ludności, natomiast pod względem powierzchni na miejscu 876.).